# امشائية

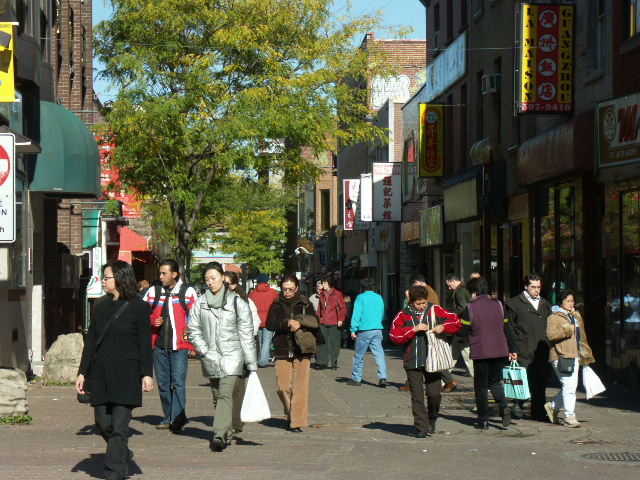

الامشائية أو معيار التمشية وهو معيار لتقدير قابلية إحدى المناطق للمشي فيها، هذا المعيار يقوم بقياس مدى موائمة الفراغ للمشي والمحفزات التي يحتوي عليها والتي تقوم بتشجيع الناس على استخدام أرجلهم للمشي في المكان، الإمشائية كمعيار لها أهمية قصوى في تقييم البيئة المبنية وصلاحيتها للعيش المعافى، تعتبر البيئة الصحية السليمة المعافاة هي التي تحوي أكبر قدر من الإمشاء (تحفيز المشاة على الحركة بالمكان) ويتم قياس ذلك بالامشائية.

## عوامل الامشائية
هنالك عدة عوامل تؤثر على الإمشاء والامشائية وأهمها:

### اتصالية الشوارع
أو ما يعرف بـ(النفاذية)، ولها نوعان: نفاذية حركية، ونفاذية بصرية. من المعلوم أن زيادة مقدار النفاذية في شوارع منطقة ما يزيد من فاعليتها في التوصيل مما يؤدي إلى زيادة فرصة الاستخدام وتشجيع المشاة على الحركة فيها مما يزيد معدل الامشائية بالمكان.

### استخدامات الأراضي
طبيعة استخدامات الأراضي (استغلال الأراضي) تؤثر على الامشائية بالزيادة والنقصان، فهنالك أنواع من الاستخدام تحفز على المشي أكثر من غيرها (مثل الحدائق والميادين والمحال التجارية) وكذلك توزيعها يؤثر على الفاعلية للحركة بين أنواع الاستخدامات المختلفة.

### الكثافة السكانية
بالتأكيد كلما زادت الكثافة السكانية بالمنطقة كلما زادت معدلات استغلال الطرق للمشي والحركة ولها تأثير واضح على معدلات الإمشاء.

### توافر عناصر البيئة الطبيعية
وهي بالطبع عناصر الخضرة والمسطحات المائية والمناظر الطبيعية، وجميعها تؤثر بتوافرها على حيوية الشارع الذي يؤدي إلى تشجيع المارة على استخدام أرجلهم للمشي لمسافات أطول للاستمتاع ببهجة الطبيعة عن قرب.

### توزيع المداخل
وتعني مختلف أنواع المداخل، سواءًا كانت مداخل وبوابات المباني أو مداخل الشوارع، ولتوزيعها والمسافات التي تفصل بينها تأثير كبير على حيوية الشوارع واستغلالها للحركة والمشي.

### عرض الشوارع والأرصفة
حجم الحركة في الشارع يتناسب بشكل طردي مع عرضه، ولكن كذلك تزيد الامشائية بزيادة عرض الأرصفة المستخدمة في الشوارع والتي تشجع المشاة على استغلالها للحركة، بينما تقل كثيرًا في حالات ضيق عرض الأرصفة أو انعدامها.

### الكثافة المرورية
الكثافة المرورية للعربات والمركبات والسرعات التي تمشي بها على الطريق تؤثر بشكل عكسي على الامشائية، فكلما زادت حركة المركبات وسرعاتها قلت رغبة الناس في المشي على الطريق وقل استخدامهم لأرجلهم والعكس صحيح.

### المراقبة(الكشف)
ويعنى بها أن الطرق والساحات تكون مكشوفة للناظرين والمراقبين سواء على الطرق الأخرى أو في المباني المجاورة (تدخل هنا عوامل مثل مساحات الفتحات والمسطحات الشفافة في واجهات المباني، وحجم وعدد الشرفات المطلة من واجهات المباني) أو توفر عناصر لبسط الأمن أو المراقبة الالكترونية، هذا الكشف يساعد على نشر الإحساس بالأمان مما يؤدي على زيادة رغبة المشاة للحركة وزيادة الامشائية بالمنطقة.

### المرونة الحركية
ولها عدة أشكال منها: تعدد وسائل الحركة، تعدد أماكن الحركة (أرصفة - ساحات - جسور مشاة - أنفاق - مسارات عبور مشاة) وتعدد المخارج والمداخل للطرق مما يسمح بتقاطعات واستغلال أكبر للشوارع في الحركة.

### كثافة وتوزيع المباني
بالتأكيد تزيد معدلات الإمشاء كلما قصر المسافات بين المباني وقل عرض قطع الأراضي.

## فوائد الامشائية
للامشائية فوائد عديدة على السكان ويمكن إجمالها في مجموعات هي:

### فوائد صحية
زيادة الامشائية تحمل فوائد عديدة لصحة الإنسان فهي تساعد على تشجيعه على المشي لمسافات أطول مما تساعده على تحسين صحته البدنية. فالمشي يساعد على حرق المزيد من السعرات الحرارية اليومية وتنقية الرئتين وزيادة معدلات الأيض وضبط دقات القلب وتنشيط الأوعية الدموية وزيادة المناعة الطبيعية مما يساعد في الوقاية من مجموعة كبيرة من الأمراض. هنالك أبحاث ربطات بين زيادة معدلات المشي وتقليل مخاطر الإصابة بالسرطان.
كذلك الصحة النفسية، فالمشي يساعد على التخلص من الاكتئاب والضغوط النفسية ويزيد الرغبة في الانفتاح على الآخرين والتواصل معهم.

### فوائد بيئية
بالطبع عندما تزيد معدلات الامشائية في المناطق السكنية والمستوطنات البشرية بشكل عام فإن ذلك يعني التقليل من استخدام وسائل النقل الأخرى مما يساهم في شيئين أساسيين لصالح البيئة أولهما: تقليل انبعاثات الكربون التي تنتج عن استغلال مثل هذه المركبات، وثانيهما: تقليل استهلاك الطاقة والتي تساعد على توفير المصادر الطبيعية للطاقة.

### فوائد اجتماعية
الامشائية تعني زيادة في توفير فرص للتقابل والتعارف بين سكان المنطقة الواحدة ولذلك أثر كبير في تقوية الروابط الاجتماعية التي تحفظ نسيج المدينة وترفع معدلات الأمن والأمان بشكل تلقائي وتساهم في بناء بيئة صحية وملائمة لعلاج أزمات المجتمع.

### فوائد اقتصادية
الامشائية تساعد في تنشيط استخدامات الأراضي المختلفة. تزداد القيمة العقارية للمباني في الأحياء السكنية التي تتمتع بمعدلات امشائية مرتفعة. لذلك هي تساعد على توفير الكثير من الحلول الاقتصادية داخل المناطق السكنية والتجارية. كذلك لها كبير الأثر في زيادة معدلات حركة السياح والتجول التي تدعم التسوق وتزيد من الكفاءة التجارية.